# Toxic (Lied)
Toxic (englisch für: „Giftig“) ist ein Lied der US-amerikanischen Popsängerin Britney Spears aus ihrem vierten Studioalbum In the Zone. Das Lied wurde am 12. Januar 2004 durch Jive Records als zweite Single aus dem Album veröffentlicht.

## Hintergrund

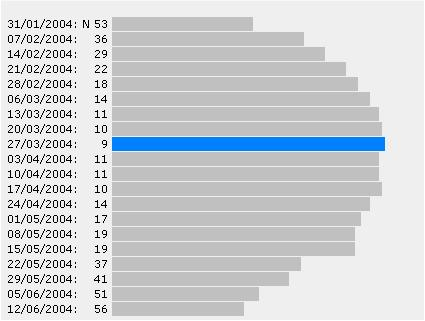
Chartverlauf von Toxic in den US-amerikanischen Billboard-Charts

Toxic wurde von Cathy Dennis, Henrik Jonback, Christian Karlsson und Pontus Winnberg geschrieben und produziert. Der Song wurde ursprünglich Kylie Minogue für ihr Album Body Language aus dem Jahr 2003 angeboten. Sie lehnte jedoch ab und kommentierte später: „Ich war nicht sauer, dass das Lied ihr Erfolg brachte. Es ist wie der Fisch, der von der Angel entkommen ist. Ich muss es akzeptieren.“ Toxic wurde in den Murlyn Studios in Stockholm aufgenommen. Im Dezember 2003 wurde bekannt, dass nach Me Against the Music ursprünglich entweder (I Got That) Boom Boom oder Outrageous als zweite Single aus In the Zone veröffentlicht werden sollte, doch Spears setzte sich persönlich für Toxic ein. Das Lied war 2004 die Eröffnungsnummer ihrer Onyx Hotel Tour. Im selben Jahr führte sie das Lied bei den NRJ Music Awards auf. 2009 sang sie das bei The Circus Starring: Britney Spears und 2011 während ihrer Femme Fatale Tour. Es war ebenfalls Bestandteil ihrer Las-Vegas-Show Britney: Piece of Me.

## Inhalt
Toxic ist ein Dance-Pop-Song mit Einflüssen aus Elektropop und Bhangra-Musik. Inhaltlich handelt er davon, einem Liebhaber hörig zu werden.

## Musikvideo
Das Musikvideo zu Toxic zeigt Spears als Geheimagentin auf der Suche nach einem Fläschchen mit einer grünen, giftigen Flüssigkeit. Nachdem sie dieses stiehlt, betritt sie die Wohnung ihres untreuen Freundes und vergiftet ihn. Das Video enthält auch Szenen, in denen Spears einen durchsichtigen Anzug trägt, der teilweise mit Diamanten besetzt ist.

## Preise
2005 gewann Britney Spears für Toxic bei den Grammy Awards in der Kategorie „Best Dance Recording“. Sie erhielt damit ihren ersten Grammy.

## Kommerzieller Erfolg

### Chartplatzierungen
Toxic debütierte am 31. Januar 2004 in den Billboard Hot 100 auf Platz 53. Am 27. März 2004 erreichte das Lied Platz neun. Es war nach Oops!… I Did It Again aus dem Jahre 2000 ihr vierter Top-10-Hit in den Vereinigten Staaten.
| ChartsChartplatzierungen       | Höchstplatzierung | Wochen |
| ------------------------------ | ----------------- | ------ |
| Deutschland (GfK)              | 4 (17 Wo.)        | 17     |
| Österreich (Ö3)                | 5 (22 Wo.)        | 22     |
| Schweiz (IFPI)                 | 4 (27 Wo.)        | 27     |
| Vereinigte Staaten (Billboard) | 9 (20 Wo.)        | 20     |
| Vereinigtes Königreich (OCC)   | 1 (14 Wo.)        | 14     |

| ChartsJahrescharts (2004)      | Platzierung |
| ------------------------------ | ----------- |
| Deutschland (GfK)              | 37          |
| Österreich (Ö3)                | 25          |
| Schweiz (IFPI)                 | 17          |
| Vereinigte Staaten (Billboard) | 48          |
| Vereinigtes Königreich (OCC)   | 9           |

### Auszeichnungen für Musikverkäufe
Am 25. Oktober 2004 wurde Toxic mit 500.000 verkauften Exemplaren mit Gold ausgezeichnet. Im Jahr 2023 erhielt es Sechsfach-Platin für sechs Millionen verkaufte Einheiten.
| Land/Region                  | Auszeichnungen für Musikverkäufe (Land/Region, Auszeichnung, Verkäufe) | Verkäufe  |
| ---------------------------- | ---------------------------------------------------------------------- | --------- |
| Australien (ARIA)            | Platin                                                                 | 70.000    |
| Dänemark (IFPI)              | Platin                                                                 | 90.000    |
| Deutschland (BVMI)           | 3× Gold                                                                | 450.000   |
| Frankreich (SNEP)            | Silber                                                                 | 100.000   |
| Italien (FIMI)               | Platin                                                                 | 70.000    |
| Japan (RIAJ)                 | Gold                                                                   | 100.000   |
| Neuseeland (RMNZ)            | 4× Platin                                                              | 120.000   |
| Norwegen (IFPI)              | Platin                                                                 | 10.000    |
| Portugal (AFP)               | Platin                                                                 | 10.000    |
| Schweden (IFPI)              | Gold                                                                   | 20.000    |
| Spanien (Promusicae)         | Platin                                                                 | 60.000    |
| Vereinigte Staaten (RIAA)    | 6× Platin · + Gold (Mastertone)                                        | 6.500.000 |
| Vereinigtes Königreich (BPI) | 3× Platin                                                              | 1.800.000 |
| Insgesamt                    | 1× Silber · 4× Gold · 20× Platin ·                                     | 9.400.000 |

Hauptartikel: Britney Spears/Auszeichnungen für Musikverkäufe

## Coverversionen
In dem 2021 erschienenen Song Toxic, bei dem es sich um eine Eigenkomposition handelt, stellt die Popsängerin Ashnikko eine Referenz zu dem Song von Britney Spears her. Im März 2013 veröffentlichte die Folk-Metal-Band Trollfest eine Cover-Version des Lieds auf ihrem Album A Decade Of Drekkadence.